# شهرك بهشتي
شهرك بهشتي (بالفارسية: شهرک بهشتی) هي قرية تقع في غلستان في إيران. يقدر عدد سكانها بـ 1,737 نسمة .